# Carreira e Bente
Carreira e Bente (oficialmente: União das Freguesias de Carreira e Bente) é uma freguesia portuguesa do município de Vila Nova de Famalicão, com 3,58 km² de área e 2352 habitantes (censo de 2021). A sua densidade populacional é 657 hab./km².

## História
Foi criada aquando da reorganização administrativa de 2012/2013, resultando da agregação das antigas freguesias de Carreira e Bente.

## Demografia
A população registada nos censos foi:
| Distribuição da População por Grupos Etários | Distribuição da População por Grupos Etários | Distribuição da População por Grupos Etários | Distribuição da População por Grupos Etários | Distribuição da População por Grupos Etários | Distribuição da População por Grupos Etários |
| -------------------------------------------- | -------------------------------------------- | -------------------------------------------- | -------------------------------------------- | -------------------------------------------- | -------------------------------------------- |
| Antes da agregação                           |                                              |                                              |                                              |                                              |                                              |
| Ano                                          | 0-14 anos                                    | 15-24 anos                                   | 25-64 anos                                   | >= 65 anos                                   | Total                                        |
| 2001                                         | 521                                          | 400                                          | 1610                                         | 335                                          | 2866                                         |
| 2011                                         | 367                                          | 313                                          | 1468                                         | 439                                          | 2587                                         |
| Após a agregação                             |                                              |                                              |                                              |                                              |                                              |
| Ano                                          | 0-14 anos                                    | 15-24 anos                                   | 25-64 anos                                   | >= 65 anos                                   | Total                                        |
| 2021                                         | 235                                          | 247                                          | 1284                                         | 586                                          | 2352                                         |